# Бархатница окаймлённая
Бархатница окаймлённая, или бархатница чёрная (Lethe marginalis), — дневная бабочка из семейства бархатниц.

## Описание
Размах крыльев 40—50 мм. Внешний край задних крыльев не зубчатый. Фоновая окраска верхней стороны крыльев самца бурая, однотонная. Через неё просвечивается светлый рисунок с нижней стороны крыльев. У самцов вершина переднего не вытянутая. Самка похожа на самца, но крупнее, крылья более округлые и широкие. Общая окраска верхней стороны самки несколько светлее. Снизу переднее крыло четко разделяется на две части — более светлую внешнюю и темную внутреннюю. В прикраевой области выделяются три небольшие глазчатые пятнышка, сгруппированные ближе к вершине крыла. Цепочка прикраевых глазчатых пятен на верхней и нижней сторонах четкая.

## Ареал
Россия (Южное Приморье), Корея, Китай, Япония.

## Биология
На Дальнем Востоке является характерным видом долинных широколиственных лесов. На протяжении года развивается одно поколение. Время лёта бабочек длится со второй половины июля и до середины августа. Бабочки обычно держатся в нижней части крон деревьев и садятся на их листья. Самки откладывают яйца по одному.